# Charlottenburg (Handschuhsheim)

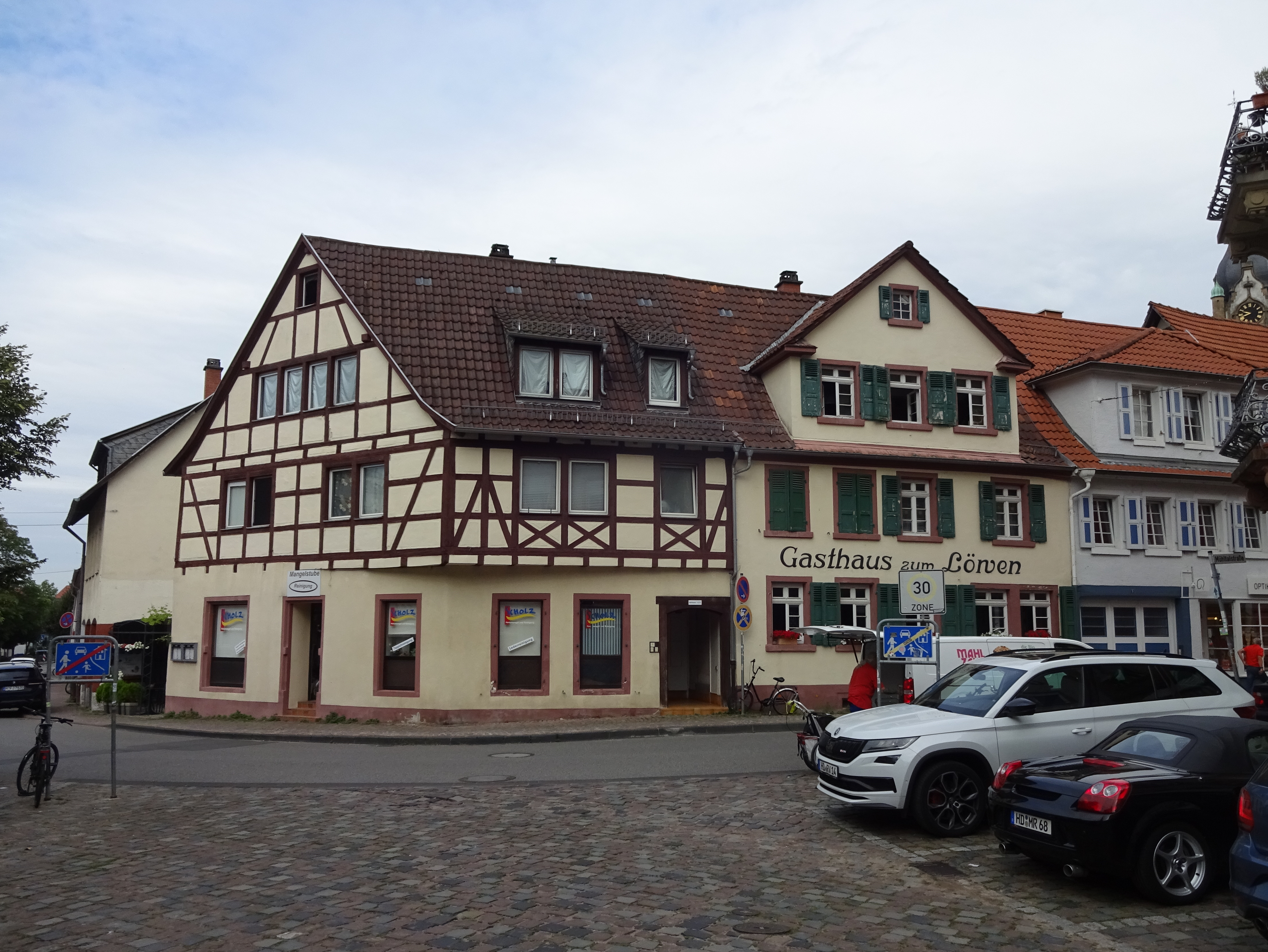
Mühltalstraße 1 von Osten

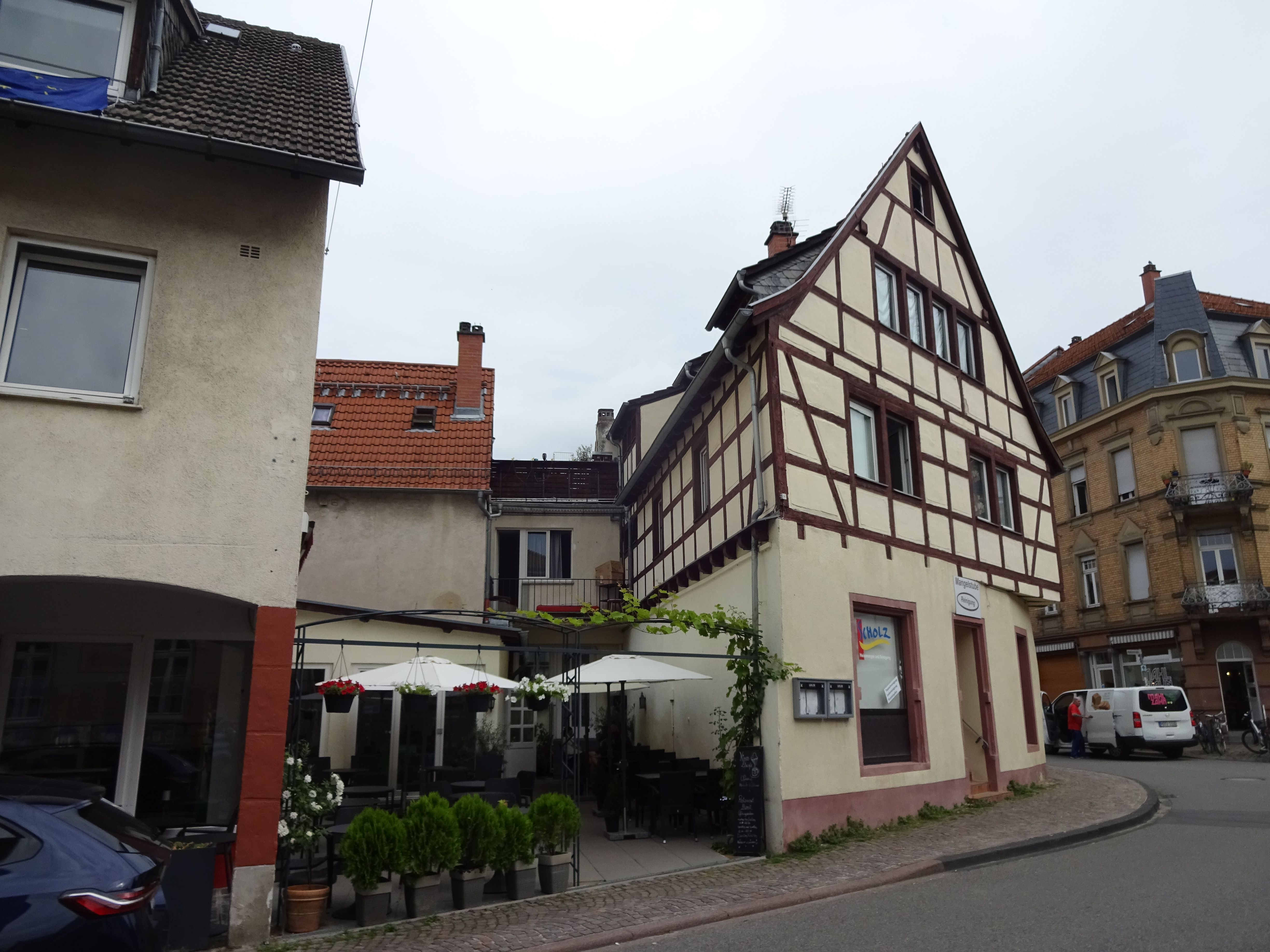
Mühltalstraße 1 von Süden

Das Charlottenburg genannte Gebäude im Heidelberger Stadtteil Handschuhsheim zählt zu den ältesten Gebäuden des Ortes. Es gehörte wohl einst zum erweiterten Komplex der Tiefburg. Seinen Namen erhielt es von Charlotte Apfel († 1895), die im 19. Jahrhundert das Haus bewohnte.

## Lage
Die Charlottenburg befindet sich in der Mühltalstraße 1, unmittelbar östlich der alten Ummauerung der Tiefburg, am Kreuzungspunkt von Dossenheimer und Handschuhsheimer Landstraße, die früher eine Bedeutung als Fernstraßen hatten.

## Geschichte
Das genaue Alter und der Ursprung des Gebäudes sind unbekannt. Im Mauerwerk des Gebäudes hat sich innen ein größeres Gewölbe erhalten, das auf eine Toreinfahrt oder einen eingewölbten Raum hindeutet. Das steinerne Sockelgeschoss und die unmittelbar an die Tiefburg-Ummauerung angrenzende Lage lassen vermuten, dass das Gebäude ursprünglich zum erweiterten Baukomplex der Tiefburg zählte. Ausgehend von der Lage und Größe des Gebäudes ist eine frühere Nutzung als Wach- oder Torhaus wahrscheinlich.
An der Dossenheimer Landstraße 2 hat sich ein Rest der alten äußeren Tiefburg-Ummauerung mit einem historischen Mauerdurchlass zur Charlottenburg hin erhalten. In späterer Zeit wurde die Charlottenburg deswegen auch als Mätressenhaus der Handschuhsheimer Ritter gedeutet, die den Mauerdurchlass genutzt haben sollen, um heimlich zu ihren Mätressen im angrenzenden Gebäude gelangt zu sein.
Erstmals urkundlich erwähnt wird das Gebäude im 17. Jahrhundert, als es im Besitz des Schultheißen Hans Albert (im Amt 1658–1662) war. Auf den 1692 verstorbenen Albert geht auch der Wiederaufbau des Hauses nach der Zerstörung im Pfälzischen Erbfolgekrieg zurück. Ein alter Fachwerkbalken trug einst das Datum 1690.
In der Mitte des 19. Jahrhunderts gehörte das Gebäude Justus Heinrich Apfel. Er heiratete 1851 Charlotte Eichler, verstarb aber bereits 1857 nach kurzer kinderloser Ehe. Die Witwe Charlotte Apfel lebte noch 38 Jahre bis zu ihrem Tod 1895 alleine in dem Haus. Seit dieser Zeit trägt das Gebäude den Namen Charlottenburg, über dessen weiteren Entstehungskontext nichts mehr bekannt ist.
1954 waren die in Fachwerkbauweise errichteten Obergeschosse des Gebäudes nicht mehr bewohnbar. Der Besitzer Adolf H. Ott, die Stadt Heidelberg und das Landesdenkmalamt verständigten sich zwar darauf, bei einer Sanierung Teile des Fachwerkaufbaus zu erhalten, jedoch wurde 1955 der gesamte Fachwerkaufbau abgerissen und die Fassade des neuen Aufbaus erhielt lediglich eine dem alten Fachwerk nachempfundene Gestaltung.